# Tuffi ai campionati europei di nuoto 2018 - Piattaforma 10 metri maschile
Il concorso dei tuffi dalla piattaforma 10 metri maschile dei Campionati europei di nuoto 2018 si è svolta il 12 agosto 2018 alla Royal Commonwealth Pool di Edimburgo.

## Risultati
Il turno preliminare si è disputato alle 09:30, la finale alle 14:00.
In verde i finalisti.
| Class.  | Tuffatore          | Nazionalità   | Preliminare | Preliminare | Finale          | Finale          |
| Class.  | Tuffatore          | Nazionalità   | Punti       | Class       | Punti           | Class           |
| ------- | ------------------ | ------------- | ----------- | ----------- | --------------- | --------------- |
| Oro     | Oleksandr Bondar   | Russia        | 459.60      | 1           | 542.05          | 1               |
| Argento | Nikita Šlejcher    | Russia        | 431.10      | 5           | 481.15          | 2               |
| Bronzo  | Benjamin Auffret   | Francia       | 439.05      | 3           | 480.60          | 3               |
| 4       | Maksym Dolhov      | Ucraina       | 402.90      | 9           | 464.65          | 4               |
| 5       | Matthew Lee        | Gran Bretagna | 458.55      | 2           | 452.20          | 5               |
| 6       | Matthew Dixon      | Gran Bretagna | 423.40      | 7           | 448.90          | 6               |
| 7       | Lev Sargsyan       | Armenia       | 429.90      | 6           | 437.30          | 7               |
| 8       | Timo Barthel       | Germania      | 431.95      | 4           | 408.25          | 8               |
| 9       | Vladimir Barbu     | Italia        | 377.80      | 10          | 392.50          | 9               |
| 10      | Vadzim Kaptur      | Bielorussia   | 415.60      | 8           | 375.60          | 10              |
| 11      | Florian Fandler    | Germania      | 365.15      | 12          | 364.40          | 11              |
| 12      | Vinko Paradzik     | Svezia        | 369.80      | 11          | 359.55          | 12              |
| 13      | Nikolaos Molvalis  | Grecia        | 351.70      | 13          | Non qualificati | Non qualificati |
| 14      | Arcëm Baroŭski     | Bielorussia   | 336.55      | 14          | Non qualificati | Non qualificati |
| 15      | Oleh Serbin        | Ucraina       | 331.10      | 15          | Non qualificati | Non qualificati |
| 16      | Vartan Bayanduryan | Armenia       | 248.25      | 16          | Non qualificati | Non qualificati |